# Scopula proximaria
Scopula proximaria là một loài bướm đêm trong họ Geometridae.